# Saint-Aubin-Celloville
Saint-Aubin-Celloville é uma comuna francesa na região administrativa da Normandia, no departamento de Sena Marítimo. Estende-se por uma área de 6,73 km². Em 2010 a comuna tinha 1 123 habitantes (densidade: 166,9 hab./km²).